# Kazimierz Nestor Sapieha
Principe Kazimierz Nestor Sapieha (Brėst, 14 febbraio 1757 – Vienna, 25 maggio 1798) è stato un maresciallo polacco.
Apparteneva alla nobile famiglia dei Sapieha, di origine lituana, appartenenti alla szlachta, ciò l'alta nobiltà polacco-lituana. Sapieha intraprese la carriera militare e frequentò l'Accademia Militare di Varsavia, divenendo compagno di corso del futuro generale Karol Kniaziewicz e del futuro politico della Confederazione di Bar Stanisław Kostka Potocki.
Uscito dall'accademia con il grado di tenente d'artiglieria, nel 1791 fu Sovraintendente delle Artiglierie della Confederazione Polacco-Lituana. Eletto al Sejm in rappresentanza del Voivodato di Brest-Litovsk, appoggiò gli interventi degli illuministi, quali Ignacy Potocki e Stanisław Małachowski.
Nominato da Stanislao II Augusto Poniatowski Maresciallo del Sejm il 6 ottobre 1788, fu in simbiosi con Hugo Kołłątaj e membro insigne della Confederazione di Bar, fu tra i redattori della Costituzione del 3 maggio 1791. Andato sotto l'influenza di Ignacy Wyssogota Zakrzewski, si lasciò fuorviare da politici da posizioni più moderate, come Michał Jerzy Mniszech, perdendo l'entusiasmo illuminista iniziale e abbandonando la carica di Gran Maresciallo del Sejm.
Avendo preso parte alla Rivolta di Kościuszko del 1791, fu esiliato dalle autorità russe e fu ospitato nella residenza viennese del cugino principe Michał Hieronim Radziwiłł.